# Araeoncus caucasicus
Araeoncus caucasicus es una especie de araña araneomorfa del género Araeoncus, familia Linyphiidae. La especie fue descrita científicamente por Tanasevitch en 1987.
La longitud del cuerpo del macho es de 2,1 milímetros y de la hembra 2,0 milímetros. Las fases fenológicas del macho se dan en los meses de julio y septiembre y de la hembra en julio. La especie se distribuye por Ucrania, Cáucaso, Irán y Asia Central.